# 栗田出版販売
栗田出版販売株式会社（くりたしゅっぱんはんばい）は、東京都千代田区神田神保町に本社を置き、出版取次（書籍卸売業）を営んでいた日本の企業。

## 概要
出版取次業界では日本出版販売、トーハン、大阪屋に次ぐ第4位の売上高を誇っていた。しかし、2014年度の売上ベースで見ると上位2社の10分の1以下で、第3位の大阪屋と比較しても2分の1となっていた。元々大手の手が行き届かない小回りを利かせた取り組みを進めていた点を活かして生き残ったが、出版不況に苦しむ中、旧本社の売却やリストラ策を進め、大阪屋との業務提携を強化し、物流の合理化を行っていた。
2015年（平成27年）6月26日、東京地方裁判所に民事再生法の適用を申請して経営破綻した。負債総額は約134億9600万円。なお、同日付で大阪屋が出版共同流通との連携による再生支援の表明を行った。この民事再生法適用は、事前に大阪屋によるスポンサー支援や日本出版販売の連結子会社である出版共同流通の支援を取り付けた「プレパッケージ型」であり、これが一部の債権者の不信感につながった。同時に反発を招いたのが業界の慣習による返品処理方法であり、出版元に送られるはずの返本が破綻後は民事再生法の手続き上、大阪屋経由となり、返本による出版社側の債務と破綻前の栗田出版販売向けの債権は相殺できず、出版社は弁済率でカット後の債権分しか回収できなかった。
2016年（平成28年）2月1日、大阪屋の100%出資子会社である株式会社栗田（2015年10月設立）が、栗田出版販売（旧栗田）の出版物、CD、DVD等の取次事業に関する権利義務の一部を吸収分割で承継。同時に商号を変更して「栗田出版販売株式会社」（新栗田、本社：東大阪市）を設立、代表取締役社長には大阪屋の大竹深夫社長が就任した。また、清算会社の旧栗田は商号を株式会社KRT（旧栗田出版販売清算会社）へ変更し、旧栗田の山本高秀社長が清算人に就任した。同年4月1日、栗田出版販売（新栗田）を存続会社とする吸収合併により、大阪屋の権利義務全部を承継して「株式会社大阪屋栗田（OaK出版流通）」（現：楽天ブックスネットワーク）が設立された。
2020年（令和2年）10月13日に株式会社KRTの解散を公告。2021年（令和3年）1月12日に法人として消滅した。

## 歴史
1918年（大正7年）6月に岐阜県北方町出身の栗田確也が栗田書店として創業。1941年（昭和16年）5月に戦時統制により日本出版配給に統合されたが、第二次世界大戦後の1947年（昭和22年）2月に独立・再開業し、翌1948年（昭和23年）6月1日に法人改組した。1953年（昭和28年）以降、福岡、大阪、札幌に営業所を開設。1974年（昭和49年）10月15日に社名を現在の「栗田出版販売株式会社」に改称した。
2007年（平成19年）に、ヤマト運輸（現・ヤマトホールディングス）よりブックサービスの経営権を取得して子会社化したが、2015年（平成27年）4月に楽天（現・楽天グループ）へ譲渡した。2008年（平成20年）5月に大阪屋との業務提携を発表、2009年（平成21年）11月に共同出資会社である株式会社OKCを設立し、書籍・雑誌の新刊発送業務を移管した。
ピーク時の1991年（平成3年）10月期 には701億7900万円の売上高を計上していたが、出版不況による売上高の減少が続いて6期連続で赤字を計上し、2014年（平成26年）9月期決算で売上高329億3100万円、2億6200万円の赤字を計上、1億9700万円の債務超過に転落した。
2015年（平成27年）6月26日に東京地方裁判所に民事再生法の適用を申請して事実上倒産した。
2016年（平成28年）2月1日、大阪屋の100%出資子会社である株式会社栗田が、栗田出版販売（旧栗田）の権利義務の一部を吸収分割で承継して商号を「栗田出版販売株式会社」（新栗田）に改称。旧栗田は商号を株式会社KRT（旧栗田出版販売清算会社）へ変更した。2020年（令和2年）10月13日に株式会社KRTの解散を公告。2021年（令和3年）1月12日に法人として消滅した。

## 沿革
- 1918年（大正7年）6月1日 - 栗田確也が栗田書店を創業
- 1920年（大正9年）9月9日 - 神田区神保町（現・千代田区神田神保町）に独立店舗を設置
- 1941年（昭和16年）5月 - 戦時統制で日本出版配給に統合（栗田は日本出版配給常務に就任）
- 1947年（昭和22年）2月11日 - 日本出版配給から独立、神田神保町で再開業
- 1948年（昭和23年）6月1日 - 法人改組
- 1949年（昭和24年）4月20日 - 雑誌部門を分離して栗田雑誌販売を設立（1966年（昭和41年）3月13日に合併）
- 1952年（昭和27年） - 栗田ブックセンターを開設、書店経営研究会を設立
- 1953年（昭和28年） - 福岡営業所を開設
- 1958年（昭和33年）12月 - 東京タワー内にタワー・ブックセンターを設置（1968年（昭和43年）12月に業務終了）
- 1960年（昭和35年） - 大阪営業所、札幌営業所を開設
- 1963年（昭和38年）3月 - 栗田ブックセンターの収蔵図書11万4000冊を北海道立図書館に寄贈[13]
- 1965年（昭和40年）1月 - 栗田ブックセンターの収蔵図書01万5000冊を北海道立図書館に寄贈[13]
- 1968年（昭和43年） - 創業50周年記念出版『出版人の遺文』全8巻刊行、電子計算機を導入してシステム化スタート
- 1973年（昭和48年） - 広島営業所を開設
- 1974年（昭和49年）10月 - 本社を板橋区に新築移転、社名を「栗田出版販売株式会社」に改称
- 1975年（昭和50年）11月 - 戦後刊行雑誌約30万冊を北海道立図書館に寄贈[13]
- 1977年（昭和52年）8月19日 - 創業者・栗田確也が逝去
- 1981年（昭和56年） - 新座営業所を開設
- 1983年（昭和58年） - 志木営業所を開設
- 1984年（昭和59年） - KINS（栗田情報通信ネットワークシステム）導入
- 1985年（昭和60年） - 栗田コミックセンターを開設
- 1986年（昭和61年）
  - 1月6日 - 福岡営業所を九州支店、大阪営業所を大阪支店、札幌営業所を北海道支店に改称
  - 10月14日 - ヤマト運輸（現・ヤマトホールディングス）と業務提携してブックサービスを設立
- 1987年（昭和62年） - 発送センターを開設
- 1988年（昭和63年） - 栗田文庫センターを開設
- 1989年（平成元年） - 大阪支店の社屋新築
- 1990年（平成02年） - 栗田AVセンター、文京営業所を開設
- 1992年（平成04年） - 新物流センター竣工
- 1999年（平成11年） - 栗田新注文システム「本やさん直行便」が稼動
- 2002年（平成14年）4月15日 - 日本出版販売・大阪屋・日教販・太洋社と業務提携して出版共同流通を設立
- 2003年（平成15年） - 出版共同流通の雑誌返品システムが稼動（返品協業化）
- 2004年（平成16年） - 出版共同流通のコミック・文庫返品システムが稼働
- 2005年（平成17年） - 新書籍仕分システム更新稼働
- 2006年（平成18年） - 岡山支店開設（広島支店から移転改称、現・西日本支店）[14]、出版共同流通の書籍返品システムが稼働
- 2007年（平成19年） - ヤマト運輸（現・ヤマトホールディングス）からブックサービスの経営権取得、子会社化
- 2008年（平成20年）
  - 5月30日 - 大阪屋と業務提携[10]
  - 11月4日 - 札幌支店（北海道支店から改称）・大阪支店・福岡支店（九州支店から改称）が移転[15]、静岡支店を開設
- 2009年（平成21年）11月30日 - 大阪屋との共同出資会社、株式会社OKCを設立[11]
- 2010年（平成22年） - OKC戸田センター竣工、書籍新刊業務を移管
- 2011年（平成23年） - OKC戸田センターへ雑誌新刊作業を移管
- 2012年（平成24年）3月12日 - 本社を板橋区東坂下から千代田区神田神保町へ移転[16]
- 2015年（平成27年）
  - 4月1日 - ブックサービスを楽天（現・楽天グループ）に譲渡[9]
  - 6月26日 - 東京地方裁判所に民事再生法の適用を申請[3][4]
  - 10月 - 栗田出版販売の事業を承継するため、大阪屋が100%出資子会社・株式会社栗田を設立[17]
- 2016年（平成28年）
  - 1月23日 - 東京地方裁判所が栗田出版販売の再生計画を認可
  - 2月1日 - 株式会社栗田が栗田出版販売（旧栗田）の取次事業を承継して商号を栗田出版販売（新栗田）に変更。旧栗田は株式会社KRTへ商号変更[6]
  - 4月1日 - 栗田出版販売（新栗田）が大阪屋を吸収合併して大阪屋栗田（OaK出版流通）を設立[6]
- 2020年（令和2年）10月13日 - 株式会社KRTの解散を公告[1]
- 2021年（令和3年）1月12日 - 法人格消滅

## 決算
- 新文化通信社 ニュース特集「決算」 栗田出版販売 による。売上高は各年の会社概要による[18][19]（第78期のみ当期純損失は『官報』平成27年12月28日付（号外第292号）、94頁を参照）。

| 決算期（期間）                          | 売上高        | 営業利益    | 経常利益     | 当期純利益    |
| --------------------------------------- | ------------- | ----------- | ------------ | ------------- |
| 第78期（2014年10月1日 - 2015年9月30日） | 271億5200万円 |             |              | ▲91億1500万円 |
| 第77期（2013年10月1日 - 2014年9月30日） | 329億3100万円 | 8000万円    | ▲3億4200万円 | ▲2億6200万円  |
| 第76期（2012年10月1日 - 2013年9月30日） | 371億9300万円 | 2億3000万円 | ▲2億7600万円 | ▲5500万円     |
| 第75期（2011年10月1日 - 2012年9月30日） | 408億9300万円 | 3億0700万円 | ▲1億6800万円 | 2400万円      |
| 第74期（2010年10月1日 - 2011年9月30日） | 442億9500万円 | 3億7000万円 | ▲2億円       | ▲1億6000万円  |
| 第73期（2009年10月1日 - 2010年9月30日） | 463億円       | 5億1000万円 | ▲8000万円    | 6000万円      |
| 第72期（2008年10月1日 - 2009年9月30日） | 467億0900万円 | 4億1000万円 | ▲1億2000万円 | ▲5億4000万円  |
| 第71期（2007年10月1日 - 2008年9月30日） | 503億1100万円 | 4億8000万円 | 3000万円     | 1億円         |
| 第70期（2006年10月1日 - 2007年9月30日） | 514億1700万円 | 4億2500万円 | ▲8000万円    | ▲1億5000万円  |
| 第69期（2005年10月1日 - 2006年9月30日） | 534億3700万円 | 6億1700万円 | 1億7000万円  | 1億6000万円   |
| 第68期（2004年10月1日 - 2005年9月30日） | 548億5400万円 | 6億0400万円 | 2億円        | 1億8700万円   |
| 第67期（2003年10月1日 - 2004年9月30日） | 588億5500万円 |             | 1億5000万円  |               |
| 第66期（2002年10月1日 - 2003年9月30日） | 580億0500万円 |             |              |               |
| 第65期（2001年10月1日 - 2002年9月30日） | 585億6300万円 |             |              |               |
| 第64期（2000年10月1日 - 2001年9月30日） | 597億6700万円 |             |              |               |
| 第63期（1999年10月1日 - 2000年9月30日） | 600億7000万円 |             |              |               |

## 拠点
- 本社（東京都千代田区神田神保町3-25 住友神保町ビル）
- 札幌支店（北海道札幌市中央区南1条西10丁目4番地 南大通ビルアネックス3F）
- 西日本支店（岡山県岡山市北区下石井2-1-3 岡山第一生命ビル5F）
- 静岡支店（静岡県静岡市葵区紺屋町17-1 葵タワー16F）
- 福岡支店（福岡県福岡市博多区博多駅東3-10-15 博多駅東アトルビル3F）